# Лігнау Микола Георгійович
Микола Георгійович Лігнау (10.06.1873 – 5.04.1940) – український зоолог, ентомолог.

## Біографія
М. Г. Лігнау народився 10 червня 1873 року в Ялті.
У 1898 році закінчив природниче відділення фізико-математичного факультету Новоросійського університету.
В 1902 році склав магістерський іспит, а в 1911 році у Петербурзькому університеті захистив магістерську дисертацію.
З 1909 року обіймав посаду приват-доцента Новоросійського університету.
В 1920 – 1930 роках викладав в Одеському інституті народної освіти, з 1921 року обіймаючи посаду професора.
За сумісництвом працював в Одеському сільськогосподарському інституті, в Одеському хіміко-фармацевтичному інституті, у санітарному відділі курортного управління, комітеті охорони водоймищ та ін. Згодом завідував біологічною лабораторією Українського інституту експериментальної офтальмології.
Помер 5 квітня 1940 року в Одесі.

## Наукова діяльність
Займався фауністикою та систематизацією багатоніжок, вивчав зоогеографію України, зокрема, екологічним її напрямком.
Є автором 45 опублікованих праць.

#### Праці
- Многоножки Крыма/ Н. Г. Лигнау// Записки Новороссийского  общества  естествоиспытателей. – 1905. – Т. 28. – С. 197 - 199.
- Новые принципы изучения фауны/ Н. Г. Лигнау// Вісник Одеської комісії краєзнавства при ВУАН. – 1925. – Т. 4, № 2/3. – С. 11 - 17.
- Загрязнение рек Стугны и Гнилопяти сточными водами кожевенных заводов/ Н. Г. Лигнау// Труды Всеукраинского комитета по охране водоемов от загрязнения промышленными сточными водами. – 1930. – Вып. 1. – С. 53 – 77.